# I grandi successi (Dalida 1994)
I grandi successi è una raccolta postuma della cantante italo-francese Dalida, pubblicata nel 1994 da BMG.
Presenta quindici brani famosi del repertorio in lingua italiana dell'artista.
L'album venne pubblicato per il mercato italiano, in CD jewel case nel 1994 ed in musicassetta nel 1998. Il CD originale venne inoltre riedito nel 1998.

## Tracce
1. Gli zingari
2. Bambino
3. L'arlecchino gitano
4. La canzone di Orfeo
5. Milord
6. Quelli erano giorni
7. Col tempo
8. Mama
9. Dan dan dan
10. La danza di Zorba
11. Darla dirladada (versione in italiano)
12. Oh lady Mary
13. L'ultimo valzer
14. Bang bang
15. Ciao amore, ciao (versione in italiano)